# Begonia olbia
Espèce
Synonymes
- Begonia platanifolia var. ohlendorfiana Rchb.f.[1]

Begonia olbia est une espèce de plantes de la famille des Begoniaceae. Ce bégonia est originaire du Brésil. L'espèce fait partie de la section Latistigma (anciennement dans celle des Knesebeckia). Elle a été décrite en 1883 par Oswald Charles Eugène Marie Ghislain de Kerchove de Denterghem (1844-1906). L'épithète spécifique olbia signifie « des îles d'Hyères ».

## Répartition géographique
Cette espèce est originaire du pays suivant : Brésil.